# Линия Яманотэ

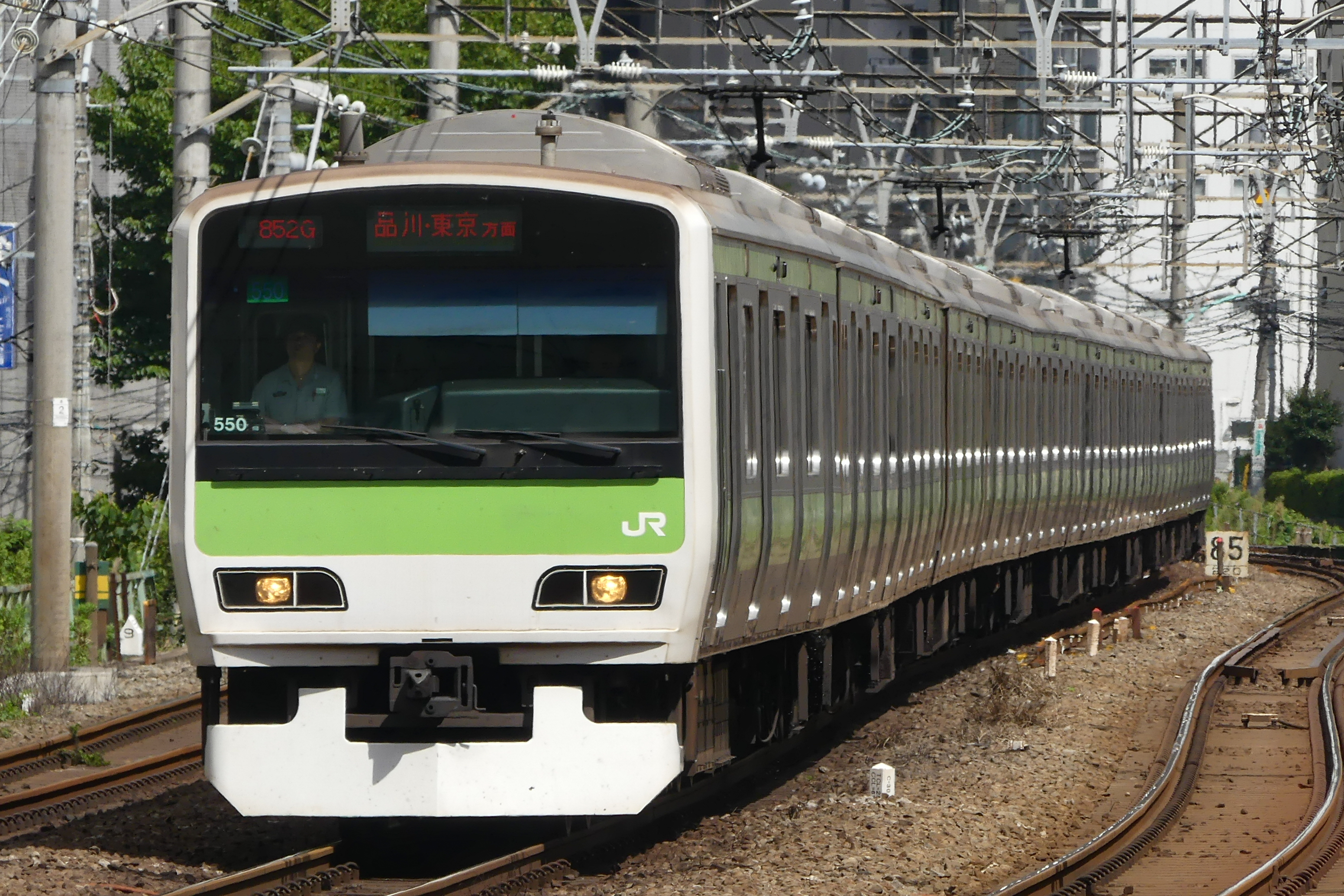
Электропоезд серии E231-500 на линии Яманотэ

Линия Яманотэ (яп. 山手線 яманотэ сэн) — кольцевая линия городских электропоездов в Токио с самым большим пассажиропотоком в городе, связывающая важнейшие транспортные узлы города и деловые центры: Гиндзу, Сибую, Синдзюку и Икэбукуро. На линии 30 станций, 28 из которых имеют пересадки на метро или другие линии железной дороги. На всех станциях линии установлены автоматические платформенные ворота.
Оператор — JR East.

## Описание
Длина линии: 34,5 км. Электрифицирована на всём протяжении постоянным током 1,5 кВ.
Ширина колеи: стандартная японская — 1067 мм.
Движение по линии начинается в 4:30 утра и заканчивается 1:20 ночи. Интервал между поездами в часы пик — 2,5 минуты. Полный круг по линии занимает от 61 до 65 минут. Поезда уходят в депо со станции Осаки и, реже, Икэбукуро. Поезда, идущие по часовой стрелке, обычно называются «сото-мавари» (外回り, внешний круг), а против часовой — «ути-мавари» (内回り, внутренний круг). Линия Яманотэ — единственная в Токио, которая не совмещена с другими линиями и не имеет маршрутов-экспрессов: поезда останавливаются на каждой станции.
Внутри и на самой линии Яманотэ действует единая тарифная зона для билетов, купленных за пределами Токио: по этим билетам можно доехать до любой станции JR на кольцевой линии или внутри неё.
Стандартным цветом линии, используемым для раскраски поездов, диаграмм и знаков, является светло-зелёный: ■ (Код Манселла 7.5GY 6.5/7.8).
В 2011 году пассажиропоток на линии составил в среднем 3,684 миллиона пассажиров в день или 1,345 миллиарда в год.

## История

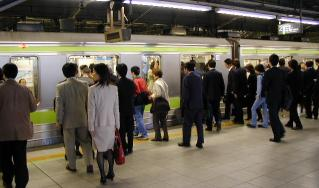
Посадка на поезд

Участок линии Яманотэ между станциями Синагава и Акабанэ был построен в 1885 году и назывался линией Синагава — эта линия впервые связала юг и север столицы и проходила в пригороде. Верхняя часть кольца между Икэбукуро и Табата была построена в 1903 году (этот участок известен как линия Тосима 豊島線). В 1909 году обе эти линии были электрифицированы и переименованы в линию Яманотэ. Сначала на Яманотэ существовало как пассажирское, так и грузовое сообщение.
Кольцо было замкнуто в 1925 с открытием участка между станциями Канда и Уэно, связавшего юг и север города через центральный вокзал Токио. Современный облик линия получила в 1956 году, когда она была отделена от линии Кэйхин-Тохоку и получила выделенные пути вдоль восточной части кольца между Синагавой и Табатой.
До Второй мировой войны министерство транспорта не давало разрешений частным железнодорожным компаниям на строительство станций и перегонов внутри кольца Яманотэ, в центральных районах Токио. Это привело к появлению новых центров вокруг крупных пересадочных узлов на Яманотэ, в особенности, вокруг станций Синдзюку и Икэбукуро, ныне являющихся одними из наиболее нагруженных пассажирских железнодорожных узлов в мире.
В 1967 году, после взрыва состава с горючим для американских военных, грузовое сообщение с Яманотэ было решено снять. В 1973 году грузовые поезда были переведены на окружную линию Мусасино, а освободившиеся пути были задействованы для поездов Нарита экспресс, а также сообщения по линиям Сайкё и Сёнан-Синдзюку.

## Название
Яманотэ буквально переводится как «рука горы»: во многих японских городах так называются удалённые от центра или моря районы, которые строились у подножья холмов и гор. Западная часть линии тем не менее проходит в низине — центре города или «Ситамати» (下町).
«Яманотэ-сэн» всегда записывается без знака каны «но» (の или ノ). В прошлом это название иногда расшифровывалось в расписаниях и схемах как «Яматэ-сэн», и так часто называли линию до 1971 года, когда JNR (Japan National Railways) решили везде давать фонетическую транскрипцию «Яманотэ», чтобы не было путаницы: неподалёку на линии Нэгиси в Йокогаме расположена станция с названием «Яматэ». Тем не менее многие люди старшего поколения продолжают называть линию «Яматэ».

## Подвижной состав

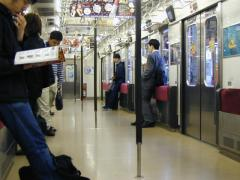
Шестидверный вагон перед часом «пик»

До 1968 года на линии использовались электропоезда серии 101. Они были заменены на поезда серии 103, проработавшие на линии до 1988 года. Электропоезда серии 205 использовались на линии с 1985 до апреля 2005 года.
Сегодня на линии эксплуатируются современные поезда серии E231-500. Каждый состав состоит из 11 вагонов, два из которых — повышенной вместимости: в часы пик в них складываются сиденья, чтобы освободить место для большего числа стоячих пассажиров. От обычных вагонов они также отличается тем, что у них по 6 дверей с каждой стороны, а не 4. По-японски эти вагоны называются року-тобира-ся (六扉車) — буквально, «шестидверный вагон». В марте 2007 года на линии была введена цифровая АРС, которая позволила сократить время обращения поезда по кольцу до 58 минут. Поезда новой серии обладают современным дизайном, над каждой дверью в салоне установлено по два жидкокристаллических дисплея, один из которых показывает новости, прогноз погоды и рекламу, а второй — информацию о следующей остановке (на японском и английском) и возможных опозданиях поездов на Яманотэ и других линиях.
Несмотря на то, что поезда серии Е231-500 ещё не выработали ресурс, они уже в ближайшее время будут заменены на поезда серии Е235. Это связано с предстоящими Олимпийскими Играми 2020 года. Поезда серии Е231-500, в свою очередь, либо будут переделаны в серию Е235 (как произошло с одним из вагонов), либо переданы на другие линии, ведь списанию они пока не подлежат. Внешний вид поездов серии Е235 выполнен в модном среди современного промышленного дизайна стиле минимализм (стиль поездов Е231-500 близок к биодизайну, а поездов 205-й серии и более ранних — к рациональному конструктивизму).
Звуковые оповещения в поездах также делаются на японском и английском языках.

## Станции
Только две из 30 станций на линии Яманотэ не соединены с другими станциями железной дороги или метро.

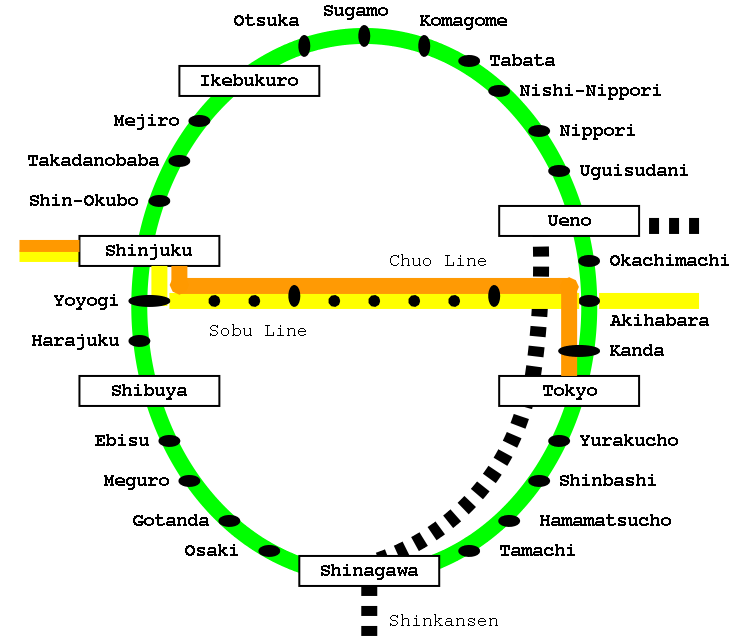
Станции на линии Яманотэ

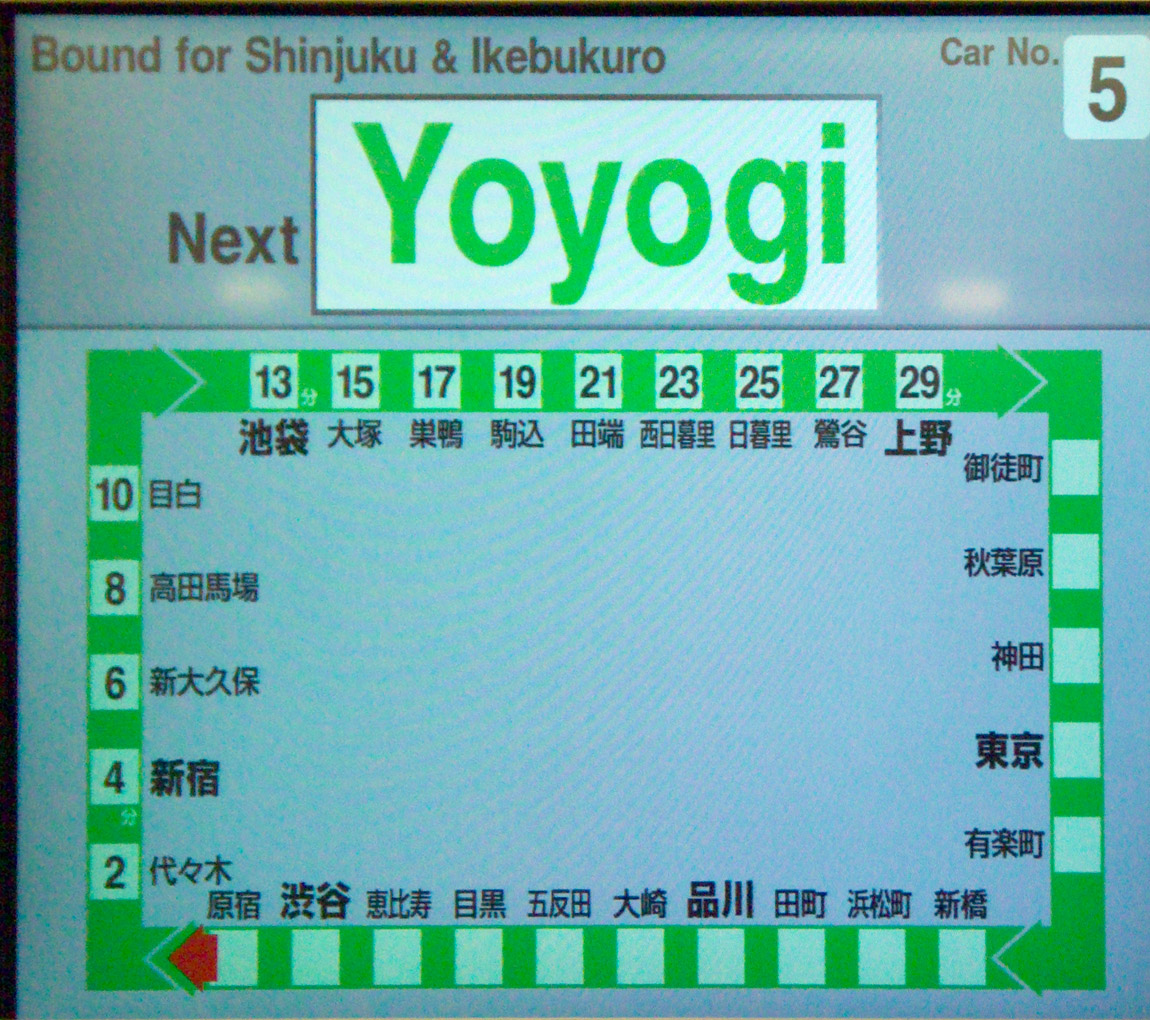
Информационное табло в вагоне поезда, показывающее схему линии и следующую остановку. Основные станции пересадок выделены жирным

По часовой стрелке:
| Станция                             | Расстояние от предыдущей | Расстояние от Синагавы | Пересадки |
| ----------------------------------- | ------------------------ | ---------------------- | --- |
| Осаки (大崎)                        | 2,0                      | 2,0                    | Линия Сёнан-Синдзюку (южное направление), Линия Ринкай |
| Готанда (五反田)                    | 0,9                      | 2,9                    | Линия Асакуса |
| Мэгуро (目黒)                       | 1,2                      | 4,1                    | Линия Мэгуро, Линия Мита, Линия Намбоку |
| Эбису (恵比寿)                      | 1,5                      | 5,6                    | Линия Хибия |
| Сибуя (渋谷)                        | 1,6                      | 7,2                    | Линия Инокасира, Линия Дэнъэнтоси, Линия Тоёко, Линия Гиндза, Линия Хандзомон, Линия Фукутосин                                                                  |
| Харадзюку (原宿)                    | 1,2                      | 8,4                    | Линия Тиёда, Линия Фукутосин(станция Мэйдзи-Дзингу-Маэ) |
| Ёёги (代々木)                       | 1,5                      | 9,9                    | Линия Тюо-Собу (восточное направление), Линия Оэдо |
| Синдзюку (新宿)                     | 0,7                      | 10,6                   | Линия Тюо, Линия Тюо-Собу (западное направление), Линия Кэйо, Линия Одавара (Одакю), Линия Синдзюку (Сэйбу), Линия Синдзюку (Toei), Линия Оэдо, Линия Маруноути |
| Син-Окубо (新大久保)                | 1,3                      | 11,9                   | |
| Такаданобаба (高田馬場)             | 1,4                      | 13,3                   | Линия Синдзюку (Сэйбу), Линия Тодзай |
| Мэдзиро (目白)                      | 0,9                      | 14,2                   | |
| Икэбукуро (池袋)                    | 1,2                      | 15,4                   | Линия Сайкё (северное направление), Линия Сёнан-Синдзюку (северное направление), Линия Икэбукуро, Линия Тодзё, Линия Маруноути, Линия Юракутё, Линия Фукутосин  |
| Оцука (大塚)                        | 1,8                      | 17,2                   | Линия Тодэн-Аракава |
| Сугамо (巣鴨)                       | 1,1                      | 18,3                   | Линия Мита |
| Комагомэ (駒込)                     | 0,7                      | 19,0                   | Линия Намбоку |
| Табата (田端)                       | 1,6                      | 20,6                   | Линия Кэйхин-Тохоку |
| Ниси-Ниппори (西日暮里)             | 0,8                      | 21,4                   | Линия Кэйхин-Тохоку, Линия Тиёда, Линия Тонери Райна |
| Ниппори (日暮里)                    | 0,5                      | 21,9                   | Линия Дзёбан, Линия Кэйхин-Тохоку, Линия Кэйсэй |
| Угуисудани (鶯谷)                   | 1,1                      | 23,0                   | Линия Кэйхин-Тохоку |
| Уэно (上野)                         | 1,1                      | 24,1                   | Тохоку-синкансэн (северное направление), Линия Кэйхин-Тохоку, Линия Гиндза, Линия Хибия, Линия Дзёбан                                                           |
| Окатимати (御徒町)                  | 0,6                      | 24,7                   | Линия Кэйхин-Тохоку |
| Акихабара (秋葉原)                  | 1,0                      | 25,7                   | Линия Тюо-Собу, Линия Кэйхин-Тохоку, Линия Хибия, Цукуба Экспресс                                                                                               |
| Канда (神田)                        | 0,7                      | 26,4                   | Линия Тюо, Линия Кэйхин-Тохоку, Линия Гиндза |
| Токио (東京)                        | 1,3                      | 27,7                   | Токайдо-синкансэн (все направления), Линия Кэйхин-Тохоку, Линия Токайдо, Линия Тюо, Линия Йокосука, Линия Кэйё, Линия Собу, Линия Маруноути                     |
| Юракутё (有楽町)                    | 0,8                      | 28,5                   | Линия Кэйхин-Тохоку, Линия Юракутё |
| Симбаси (新橋)                      | 1,1                      | 29,6                   | Линия Кэйхин-Тохоку, Линия Асакуса, Линия Гиндза, Линия Юрикамомэ                                                                                               |
| Хамамацутё (浜松町)                 | 1,2                      | 30,8                   | Линия Кэйхин-Тохоку, Токийский монорельс, Линия Асакуса, Линия Оэдо                                                                                             |
| Тамати (田町)                       | 1,5                      | 32,3                   | Линия Кэйхин-Тохоку |
| Таканава Гейтвэй (高輪ゲートウェイ) | 1,3                      | 33,6                   | Линия Кэйхин-Тохоку, Линия Кэйкю(Сэнгакудзи), Линия Асакуса(Сэнгакудзи)                                                                                         |
| Синагава (品川)                     | 0,9                      | 34,5                   | Токайдо-синкансэн, Линия Кэйхин-Тохоку, Линия Токайдо, Линия Йокосука, Линия Кэйкю                                                                              |